# N649 (België)
De N649 is een gewestweg in de Belgische provincie Luik. De weg verbindt de N648 in Aubel met de N650 bij de Abdij van Val-Dieu en volgt het dal van de Bel. De lengte is 4,5 kilometer.

## Plaatsen langs de N649
- Aubel
- Sint-Jansrade (Fr.: Saint-Jean-Sart)
- Abdij van Val-Dieu